# Julius Benno Hilliger
Julius Benno Hilliger (geb. 30. November 1863 in Leipzig; gest. 1944 ebenda (?)) war ein deutscher Historiker und Bibliothekar.

## Leben und Wirken
Er begann sein Geschichtsstudium 1884 an der Universität Leipzig und wurde dort 1890 bei Wilhelm Maurenbrecher zum Thema: Die Wahl Pius V zum Papste promoviert.
Im Jahre 1928 oder 1929 gliederte Hilliger einen Nachlass seines Lehrers Wilhelm Maurenbrecher in den Bestand ein, den nach dem Tode Maurenbrechers die Familie Maurenbrecher an Walter Goetz übergeben hatte. Sicher ist, dass insbesondere Goetz umfassenden Gebrauch von Maurenbrechers Nachlass machte.
Er hatte die Münzsammlung der Universitätsbibliothek Leipzig als Kustos zu betreuen. Im Zweiten Weltkrieg wurde gegen seinen Widerstand die Sammlung ausgelagert. Ort der Auslagerung waren die ehemaligen Bergwerksschächte im Schlossberg von Schloss Mutzschen, wo die Münzsammlung mit anderem wertvollem Sammlungsgut der Universitätsbibliothek bis zum Kriegsende unbeschadet überdauerte. Erst danach fiel ein Teil der Goldmünzen Plünderungen durch alliierte Soldaten zum Opfer. Der verbliebene größte Teil der Sammlung wurde im Sommer 1945 nach Leningrad verbracht.
In der Universitätsbibliothek Leipzig befindet sich ein Nachlass von Julius Benno Hilliger, der größtenteils Themen zur Numismatik enthält.
Er steuerte auch zusammen mit Rudolf Kötzschke einen Band für die Gesellschaft für Rheinische Geschichtskunde bei. Es gibt sogar noch den Arbeitsvertrag zwischen ihm und Karl Lamprecht vom 1. August 1891 über die Herausgabe der Rheinischen Urbare, der in Leipzig geschlossen wurde und der sich im Bonner Nachlass Lamprechts befindet. Dem Vertrag nach trat Hilliger die Stelle am 1. Oktober 1891 an.
Im Jahr 1914 war Hilliger Schriftführer des Vereines Deutscher Bibliothekare.

## Varia
Im Leipziger Stadtteil Mockau-Nord gibt es eine Hilligerstraße. Diese Ehrung wurde aber nicht dem Julius Benno Hilliger zuteil, sondern dem Unternehmer Wolf Hilliger. Dieser wiederum gehört zu einer Glockengießerfamilie. Die Gießerei hatte im 16. Jahrhundert u. a. die Glocken der Mockauer Kirche hergestellt. Wolf Hilliger hatte 1574 zudem die zweitgrößte Glocke der Thomaskirche in Leipzig gegossen. Wolf Hilliger war der bedeutendste Glockengießer Sachsens in seiner Zeit. Möglicherweise ist Julius Benno Hilliger ein Nachfahrer des genannten Glockengießers.

## Werke (Auswahl)
- Studien zu mittelalterlichen Massen und Gewichten, Teubner Verlag, Leipzig 1900.
- Gold- und Silbergewicht im Mittelalter, Riechmann & Co, Halle (Saale) 1932.
- Attische Drachme und euböisches Talent, Riechmann & Co., Halle (Saale) 1938.
- Jeanne d`Arc – Das Geheimnis ihrer Sendung. Eine Seelenstudie, Koehler & Amelang Verlag, Leipzig 1940.

Weitere Titel unter Regesta Imperii